# ماتئو زنارو
ماتئو زنارو (انگلیسی: Matteo Zennaro؛ زادهٔ ۳۰ آوریل ۱۹۷۶) ورزشکار شمشیربازی اهل ایتالیا است.
وی در مسابقات کشوری و بین‌المللی در مجموع برندهٔ ۱ مدال برنز شده‌است.